# Birdking
Birdking è il quinto album in studio del gruppo musicale britannico Fire + Ice, pubblicato nel 2000.

## Tracce
1. Dragons In The Sunset - 4:00
2. Birdking - 5:18
3. The Werewolves Of London Town - 4:44
4. Drighten's Hall - 4:59
5. Gaze Of The Proud - 4:12
6. The Lady Of The Vanir - 4:57
7. Flagg - 4:11
8. Take My Hand - 2:05
9. Greyhead - 4:55
10. My Brother - 3:18
11. Buast Til Ófriðar - 0:53
12. Where Have They Gone? - 4:55

Durata totale: 48:27

## Crediti

### Musicisti
- Ian Read – voce
- Joseph Budenholzer - chitarra, tastiere (Nelle tracce 1, 9 e 12), voce (sulla traccia 1)
- Michael Chasmore - chitarra, basso, percussioni, melodica, tastiere (Nelle tracce 2, 3, 5, 7, 10 e 11)
- Michael Fallson - chitarra (sulla traccia 4)
- Alice Karldóttir - voce (sulla traccia 1)
- Annabel Lee - violino (Nelle tracce 1, 9 e 12)
- Mee - voce, violino, fischietto, percussioni (nella traccia 4)
- Michael Moyníhan - percussioni (nelle tracce 1, 9 e 12)
- Richard Leviathon - tutti gli strumenti e la voce (nella traccia 6)
- Douglas Pearce - chitarra, tastiere (nella traccia 8)

### Personale tecnico
- Ingrid Wultsch - fotografo
- María Strutz - artista cover

### Altri riconoscimenti
- Edred Thorsson
- Crystal Flowers
- Sweyn
- Kara
- The Galdormenn
- Runge-Gild
- Stephen Pollington
- Richard Perkins